# Gagea sicula
Gagea sicula är en liljeväxtart som beskrevs av Michele Lojacono-Pojero. Gagea sicula ingår i Vårlökssläktet och i familjen liljeväxter.
Artens utbredningsområde är Sicilien. Inga underarter finns listade.